# Agriculture urbaine

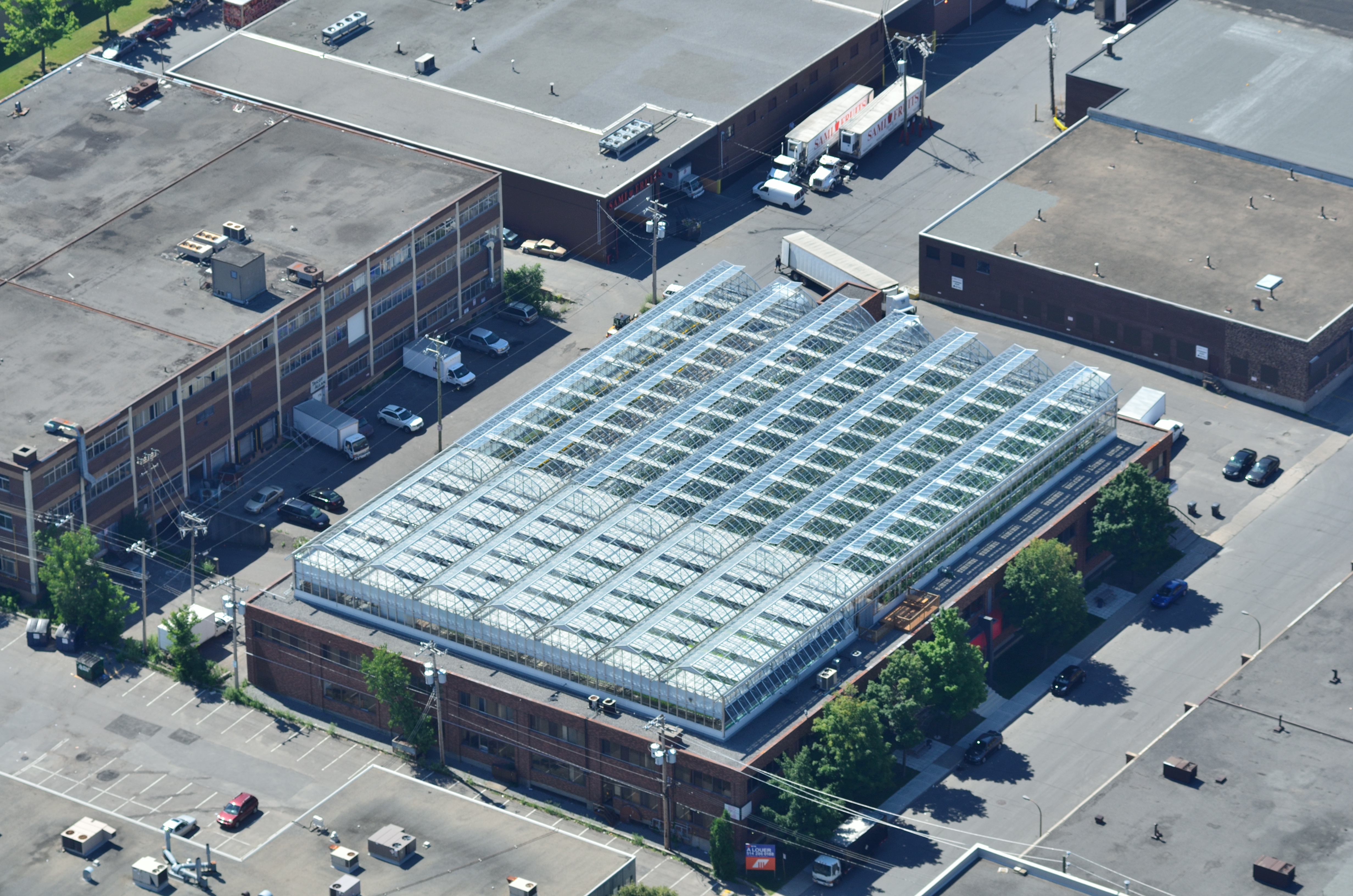
Les Fermes Lufa sont situées sur les toits des immeubles du grand Montréal.

L'agriculture urbaine, et par extension l'agriculture urbaine et périurbaine (AUP), est une forme émergente ou réémergente de pratiques agricoles effectuées en ville.
Les activités agricoles (petits élevages, jardins, aquaculture…) urbaines et périurbaines ont toujours existé dans les villes ou à proximité pour des raisons pratiques d'approvisionnement alimentaire. Depuis l'Antiquité, les villes ont ménagé des espaces d'habitation, d'artisanat (puis d'industrie) et d'agriculture. Avec la croissance démographique, les champs ont progressivement disparu du centre des villes, mais des parcelles plus petites et de très nombreux jardins occupent toujours une place significative des villes. Le cycle court de production donne l'avantage à cette pratique. Un mètre carré de jardin peut fournir 20 kg de nourriture par an.
Actuellement, à l'échelle de la planète, on assiste à un intérêt croissant des divers acteurs de la société pour les projets d'agriculture urbaine en tant que vecteur de transition écologique : alimentation durable, lien social et bien-être des populations, projets participatifs, éducation à l'environnement, paysages, etc.

## Histoire
Depuis les années 1990, l’agriculture urbaine est un enjeu dans le domaine du développement durable, de l’aménagement urbain et de la lutte contre l’insécurité alimentaire, non seulement dans les pays du « Sud », mais aussi dans le reste du monde. Selon Boulianne, son importance pour approvisionner les personnes habitant les villes est désormais incontournable dans plusieurs cas. Cette importance se justifie selon la FAO de plusieurs raisons : l'agriculture urbaine est source d'aliments, mais aussi d'emplois, en plus de rendre les villes plus « viables » parce que plus résilientes devant les changements climatiques.
Les formes d'agriculture urbaines sont très variées car elles visent des objectifs divers (production alimentaire, biodiversité, animations à l'environnement, défis technologiques, etc.) et qu'elles sont contraintes par le manque de place disponible et les pollutions couramment observées en ville.
Plusieurs définitions de l'agriculture existent, et Boulianne en propose une plutôt englobante : on peut considérer que l'on y inclut la transformation et la distribution des aliments produits à l'intérieur d'une ville ou dans sa périphérie. Ici, ce qui se démarque des définitions plus classiques est l'inclusion des multiples étapes du circuit alimentaire et de la frontière de la ville. Ainsi, le fait de vendre un aliment dans un marché fermier urbain, qu'il soit issu d'une production en serre sur un toit, par exemple, ou d'une petite exploitation maraichère en dehors de cette ville, relève de la même catégorie de vente directe.

## Enjeux

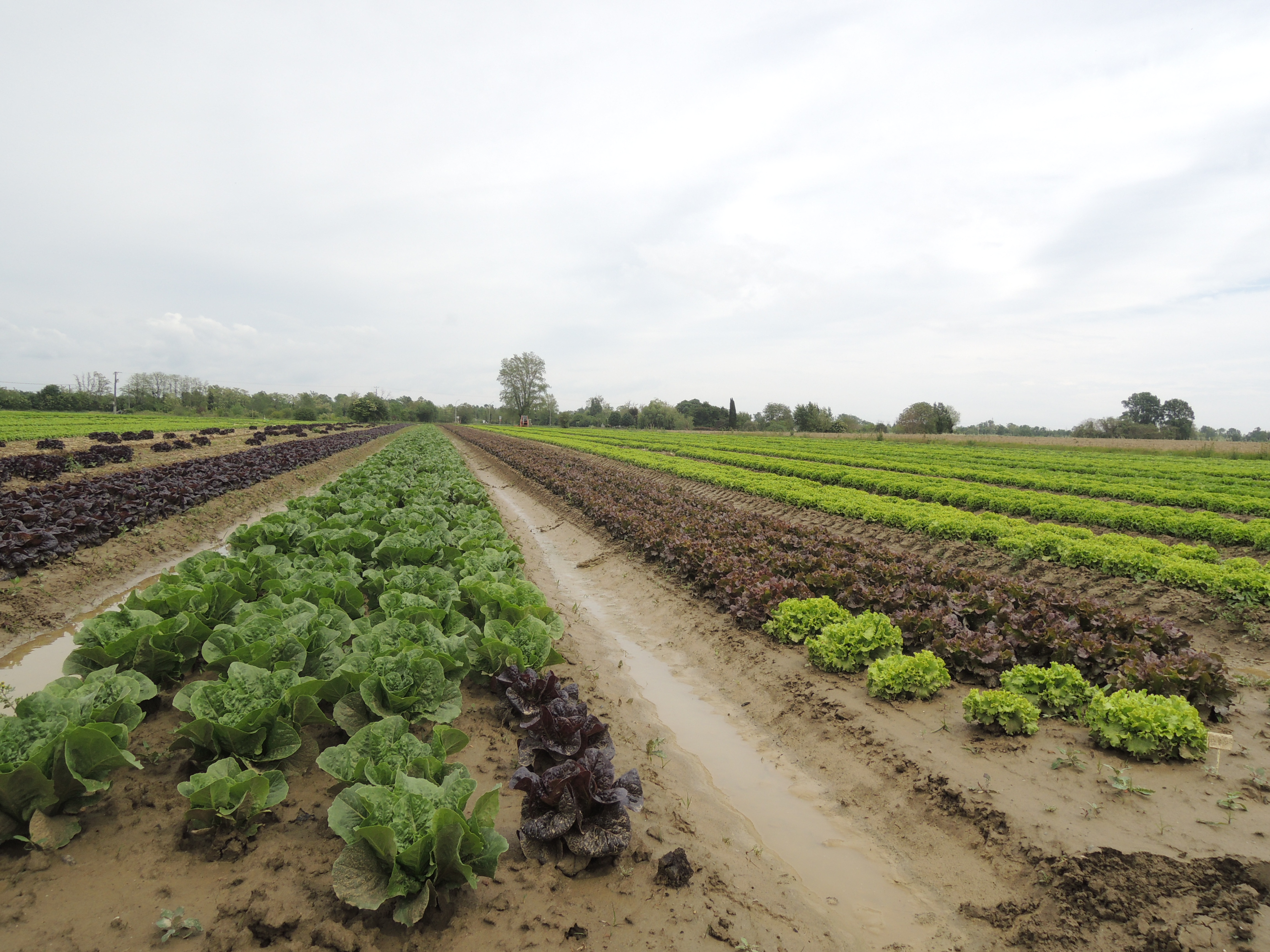
Zone de maraichage professionnel urbain des « 15 sols » à Blagnac (Haute-Garonne).

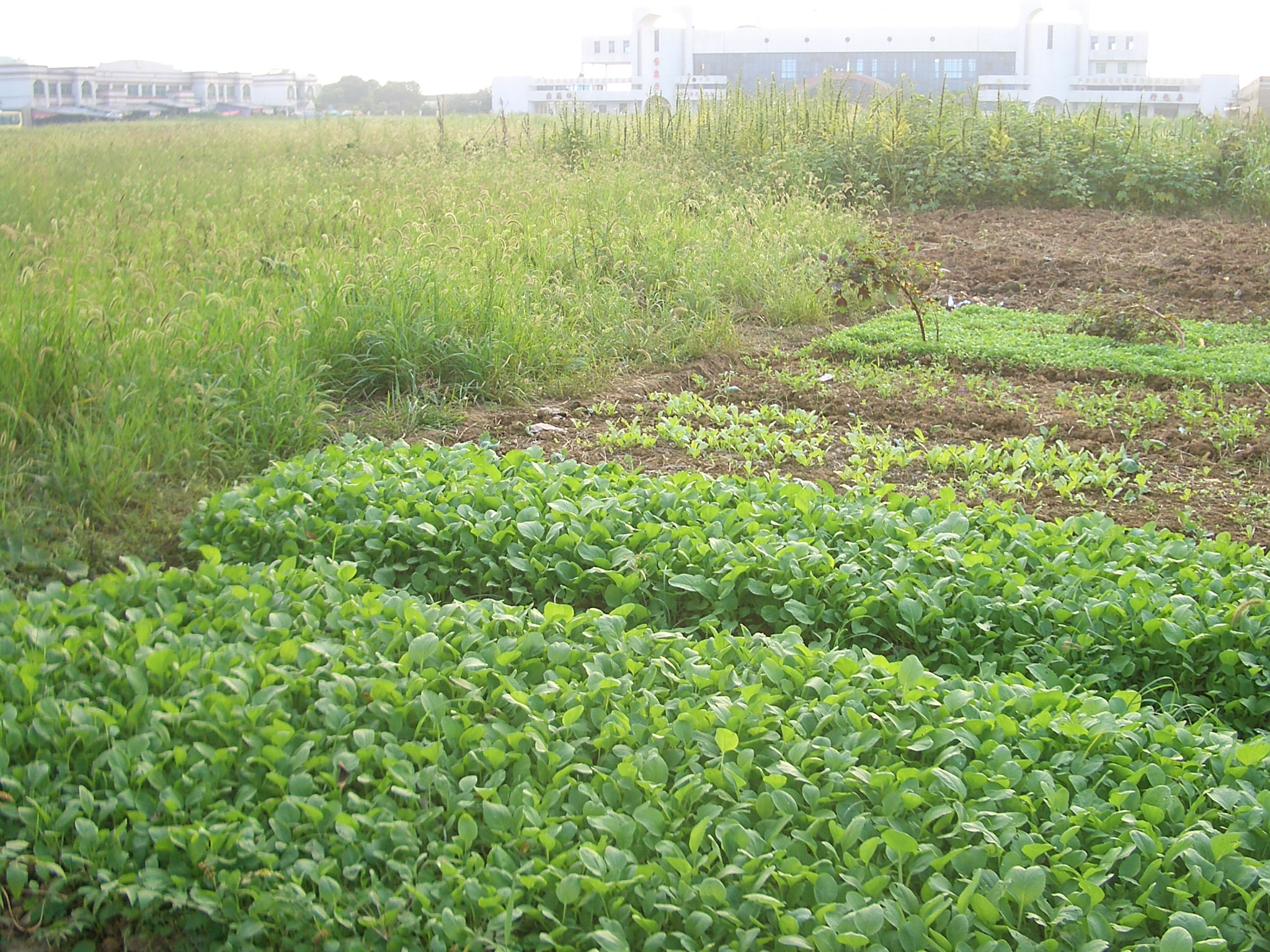
Maraîchage urbain : une parcelle située devant la gare d’Ezhou, Chine.

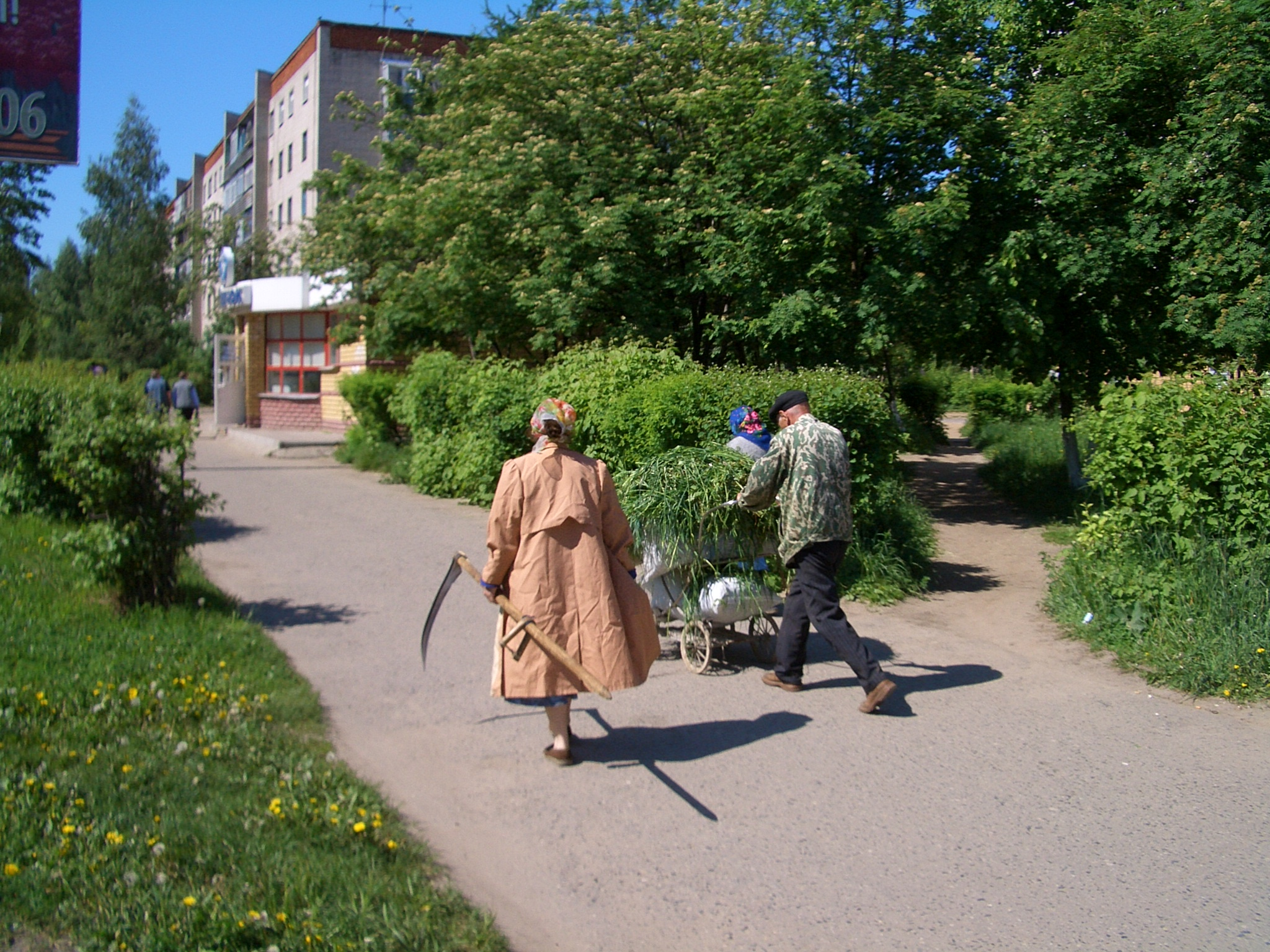
Une gestion différenciée des espaces verts peut, sous certaines conditions notamment l’absence de pollution de l'eau, du sol ou de l'eau d'irrigation, constituer une source de biomasse utile pour le développement d’une agriculture urbaine à petite échelle (Kstovo, Russie).

En parcelles partagées, zones de maraîchage professionnelle (exemple de la zone dite des « 15 sols » à Blagnac) ou jardins individuels et/ou collectifs, fermes verticales de productions maraîchères hydroponique, bioponique ou encore aquaponiques, et parfois sur des terrasses ou toitures, elle permet différentes productions d'intérêt économique local (légumes, fruits, champignons (dont champignons de Paris), œufs, animaux… sur des territoires urbains ou péri-urbains. Espaces cultivés et bâtis se fondent plus ou moins dans la vie urbaine. Cette agriculture participe souvent aussi à un enrichissement de la ville en biodiversités et sensibilise efficacement l'espace public au lien environnement-santé : métaux persistants dans les sols (plomb, cadmium, zinc, cuivre…), particules fines (PM) présentes dans l'air, etc.
C'est l'une des solutions proposées et recommandées par l'ONU et la FAO pour faire face aux besoins de sécurité alimentaire aux défis de l'urbanisation et de la périurbanisation, notamment dans les villes des pays dits « pauvres ». En effet, selon la FAO, l'agriculture urbaine et périurbaine est déjà utilisée par environ 700 millions de citadins (une personne sur quatre environ dans le monde) et, si la tendance se poursuit, en 2030, la presque totalité de la croissance de la population se fera dans les villes des pays émergents et environ 60 % des habitants de ces pays seront des urbains.
Certains écoquartiers ont intégré une « ferme urbaine » dans leur périmètre (exemple : E.V.A. Lanxmeer, écoquartier d'environ 250 maisons et bureaux aux Pays-Bas). Ce, dans une perspective de relative autonomie alimentaire, par exemple via un dispositif de type AMAP à proximité.
Des acteurs des projets urbains ont imaginé des projets d'agriculture verticale, sous la forme de tours affectées à cet usage. Le projet de Cité Maraîchère à Romainville développera dès 2020 environ 1 000 m2 de surface exploitable.

## Présentation

### Types de production

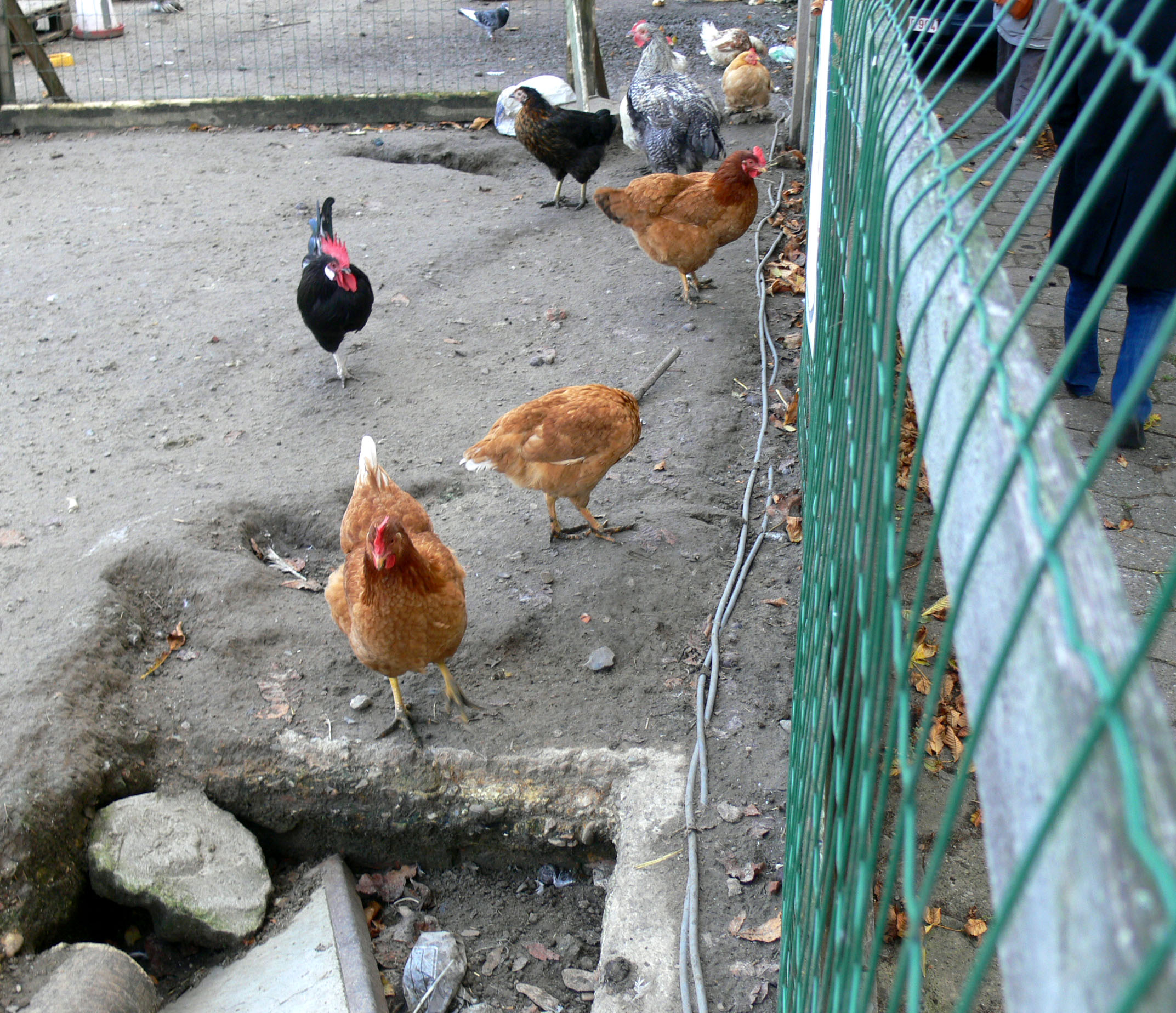
Volaille

- Jardins-forêts sur différents types de surface urbaines: pelouses, parcs, talus, friches, etc.
- Maraîchage, par exemple, des jardins résidentiels[5] où communautaires[6]
- Petits élevages (volaille, pigeons, lapins principalement), particulièrement fréquents dans certains pays en développement ou régions de Chine, freinés à l'occasion de l'expansion du virus H5N1 qui semble avoir été principalement transporté par le commerce des volailles et les marchés de volaille vivante.
- Arbres fruitiers (ex. :: pommeraie au cœur de l'écoquartier d’Eva-Lanxmeer aux Pays-Bas, répondant aux besoins annuels des habitants en pommes et jus de pomme) ou pouvant avoir une certaine valeur symbolique[7].
- La production céréalière dans le cas du Mittelfeld à Wittenheim.
- Apiculture sur les toits.

### Grands objectifs
Ils sont de deux types :
- économiques et alimentaires directs, éventuellement de survie dans les pays les plus pauvres ; cette agriculture constitue par ailleurs parfois un des moyens de résolution de problèmes posés par la gestion de certains déchets urbains (biodégradables ou susceptibles de nourrir des animaux) ;

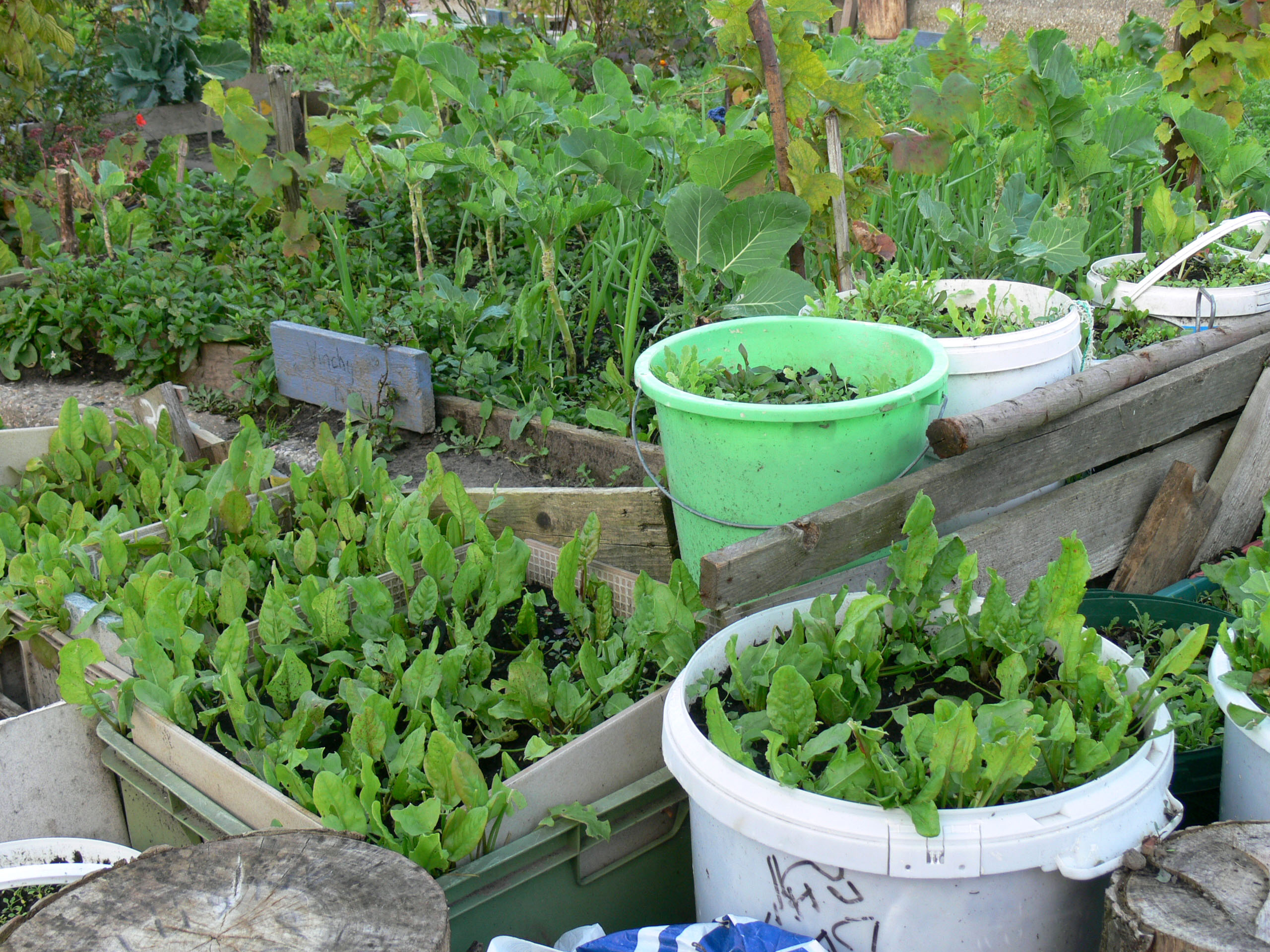
Agriculture.

- Agriculture.outre, une vente directe intéressante pour l'agriculteur et le citadin, les fonctions sociales ou pédagogiques sont valorisées dans les pays industrialisés[8]. Il existe ainsi des fermes pédagogiques ou offrant des conditions de travail adéquates pour des personnes vivant des situations de handicap ; l'objectif de production y existe, mais est secondaire. Certains parcs urbains (ex. : en France, le parc de la Deûle au sud de la communauté urbaine de Lille) intègrent une agriculture de proximité, avec l'idée de coupure verte, de parc de campagne[9] ou de pause urbaine[10].

### Avantages
- Une agriculture urbaine et de proximité permet des boucles en « cycle court », diminuant les coûts, les émissions de CO2 et le besoin en énergie et en carbone fossile (les aliments que nous consommons parcourant en moyenne plus de 3 000 km[11]).
- Autoproduction pour une partie des besoins (en fruits et légumes par exemple).
- Recyclage rapide de certains déchets organiques et des excreta après traitement (en veillant à limiter et suivre les risques de pollution).
- Outil (parmi d'autres) de protection du foncier face au front d'urbanisation[12], de maintien de coupures « vertes »[13] contre l'urbanisation totale et la périurbanisation…
- Lien de rencontre ville-campagne, rural-citadin[14],[15], avantage important au vu de la fracture entre monde rural et monde urbain et du manque de dialogue entre des populations qui vivent des réalités différentes[11].
- Limite en outre l'appel aux chaînes de transport et de conservation coûteuses en engins, machines et carburants, en rendant les populations plus autonomes.
- Insertion socio-professionnelle de jeunes en difficultés[16].
- Mouvements citoyens pouvant remettre en cause des rapports de pouvoir marqués par la privatisation des aliments et des sols, et plus largement par le capitalisme[2].

### Inconvénients et difficultés
La présence de certains animaux peut être source de bruit (chant du coq, meuglement, bêlements, aboiements, etc.), de même que certains végétaux peuvent également constituer des vecteurs de nuisances (pollinisation allergisante, etc.).
Les principales contraintes et difficultés sont :
- le coût du foncier et le manque de foncier disponible ;
- la pression de l'urbanisation, et de la périurbanisation ;
- la dégradation (dérangement, artificialisation, surfréquentation, pollution) que la ville peut occasionner aux milieux fragiles qu'elle jouxte ou entoure (sols, zones humides utilisées pour le maraîchage et hortillonnages, agrosylviculture, forêts de protection, forêts urbaines[17] ;
- les pollutions qui affectent souvent les sols urbains et périurbains encore disponibles pour l'agriculture urbaine ;
- l'accès à l'eau (souvent déjà rationnée dans les zones arides) et soleil (ombrage des bâtiments);
- les risques sanitaires induits par l'usage de boues d'épuration ou urines et excréments mal compostés ou non sécurisés du point de vue sanitaire ;
- certains risques liés aux élevages semi-industriels (ex. : grippe aviaire ou autres zoonoses, mauvaise gestion des déchets, etc.) ;
- l'impact de la délinquance (vol, branches de fruitiers cassées, etc.) est généralement plus important en zone urbaine, et pose des problèmes particuliers de responsabilités, gestion et surveillance ;
- le contexte urbain ne favorise pas la mécanisation agricole, dont l'absence relative peut toutefois être compensée par un moindre besoin de stockage, de transport, etc. Ceci explique que le maraîchage est bien plus courant en contexte urbain que la céréaliculture ou le gros élevage.

### Financement
Selon les contextes, des aides des collectivités, de banques solidaires, ou de type tiers-investisseur existent ou sont théoriquement possibles (notamment via des systèmes de type jardins partagés, jardins ouvriers, jardins familiaux, etc.).
Parfois, c'est un groupe de citoyens motivés qui cherche à mettre en place une zone d'agriculture urbaine ou périurbaine pour répondre à ses besoins.

## En France

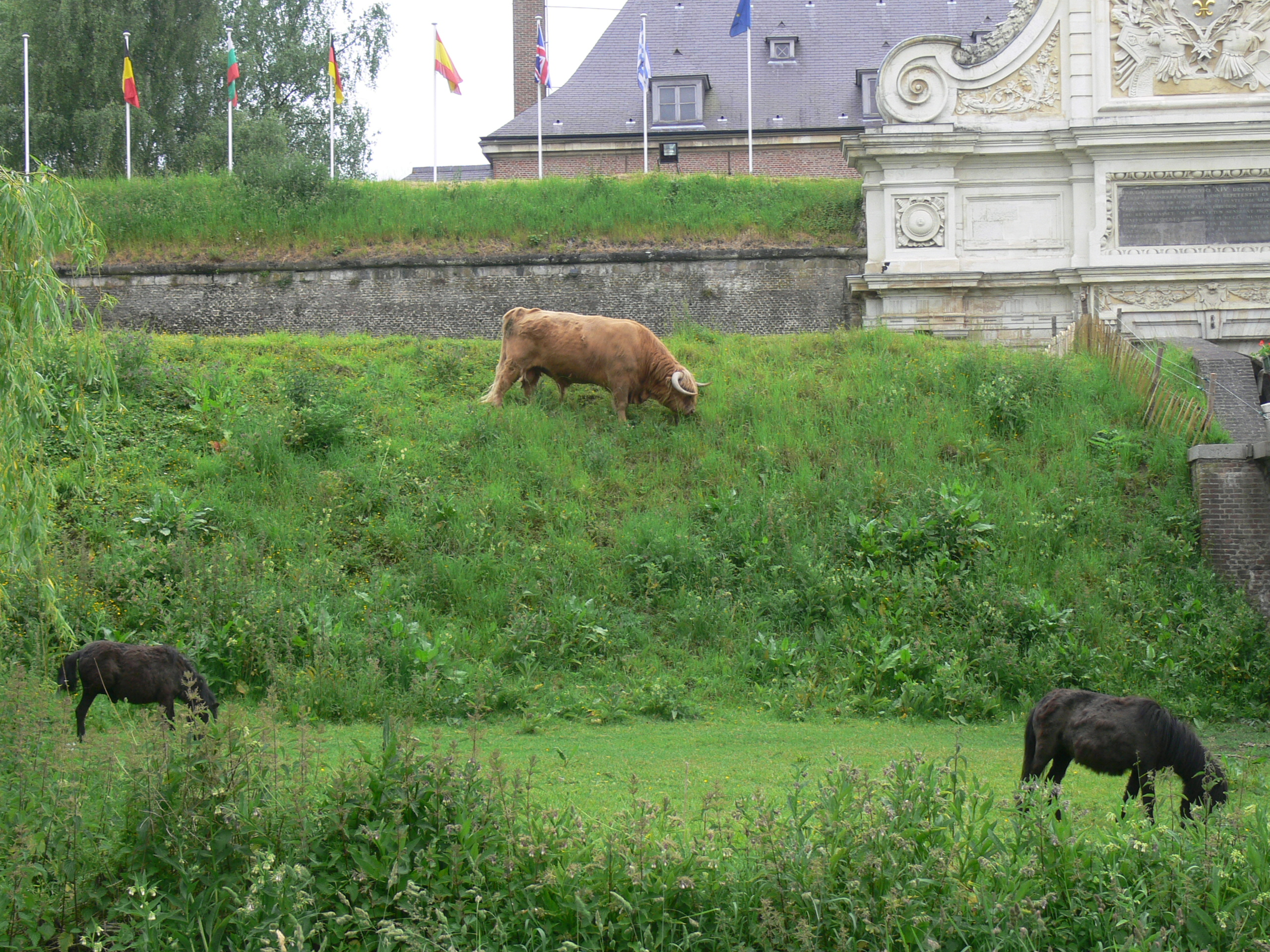
Quelques ovins, bovins, caprins de races rustiques en entretien d'espaces enherbés urbains : des poneys et un taureau Highland cattle « tondent » à la citadelle de Lille (monument historique), y compris sur de fortes pentes peu accessibles aux tondeuses.
De plus, le déplacement du cheptel d'un site à l'autre donne aux animaux un rôle de « corridor biologique ambulant ».

Un programme de recherche « Agriculture urbaine » a été initié par l’École nationale supérieure du paysage (ENSP), dans le cadre d'un intérêt pour les formes nouvelles d'agriculture durable, en ciblant surtout les fonctions non alimentaires de l'agriculture urbaine ou périurbaine (fonctions aménitaires, entretien et gestion restauratoire de l'eau et des espaces ouverts, lagunage naturel, aménités paysagères, culture, pédagogie à l'environnement, etc.). Il a notamment porté sur la région parisienne,,.
Il existe aussi en France depuis le 15 juin 2000 un « Réseau terres en villes qui encourage les politiques agricoles d'agglomérations et travaille à la protection et valorisation des espaces agricoles et naturels périurbains, notamment grâce aux PAEN (Périmètre de protection et de mise en valeur des espaces agricoles et naturels périurbains).
- Les marais de Bourges sont classés depuis 2003 sur la liste des monuments naturels et des sites et forment une enclave d'agriculture urbaine de 135 ha[23],[24].
- En 1997, se crée le réseau du Jardin dans Tous Ses États (JTSE). Ses membres s'unissent autour de valeurs communes, formalisées par une Charte. Ses membres représentent la plupart des régions de France métropolitaine, dans lesquelles ils agissent pour favoriser la mise en œuvre, par les habitants, de jardins partagés[25].
- Le Mittelfeld (littéralement le champ du milieu), à Wittenheim est une zone d'agriculture urbaine de 90 hectares située dans la banlieue de Mulhouse, sa vocation a été confirmée le 25 juin 2010[26].
- En Auvergne-Rhône-Alpes, 404 jardins partagés (soit 238,8 hectares cultivés et 15855 jardiniers) sont recensés par l'association Le PASSE-Jardins, dont 178 sur la Métropole de Lyon[27]. La Ful (pour Ferme urbaine lyonnaise) doit être lancée à Lyon en 2016. Le projet consiste en la superposition de plateaux techniques pour une production hydroponique de salades[28].
- Les Jardins Perchés[29] à Tours consistent en la création d'une exploitation maraîchère autonome et professionnelle, au sein d'un immeuble de 75 logements sociaux, de 1 000 m2 en toiture (dont 800 m2 sous serres) et 1 200 m2 au sol. Ce projet se veut financièrement maîtrisé (le coût final de la résidence équivaut au coût moyen de la production du bailleur, Tour(s)Habitat, soit 2 140 euros/m2) et donc reproductible. Le chantier doit débuter en septembre 2017 pour s'achever courant 2019.
- La Tour maraichère de Romainville[30] doit voir le jour en avril 2019 au cœur du quartier Marcel Cachin. Le bâtiment, constitué de deux tours verrières, accueillera une ferme urbaine de 1 000 m2 employant 12 personnes et capable de produire 12 tonnes de fruits et légumes et 4 tonnes de champignons, soit la consommation annuelle de 200 familles.

Les expérimentations sont de plus en plus nombreuses en France, à l’image des multiples initiatives lancées par des associations et des entreprises. De leur côté, les acteurs institutionnels, notamment les collectivités locales, soutiennent ou mettent en œuvre de nombreux projets d’agriculture urbaine. Parallèlement, plusieurs études et programmes de recherche (en sciences sociales, économiques ou écologiques) et transdisciplinaires comme JASSUR (JArdins ASSociatifs URbains, Dens’Cité, T4P…) sont en cours aux niveaux régional et national.
Pour former et sensibiliser à ces questions, Natureparif et un groupe d'ONG et d'institution spécialisées organisent à Paris des ateliers sur l'agriculture urbaine du 30 juin au mercredi 2 juillet 2014. En 2014, Strasbourg a remporté le titre de « Capitale française de la biodiversité » 2014 pour son projet « Ville nourricière » en récompense de ses actions en faveur d'une agriculture urbaine et périurbaine soutenable (parc naturel urbain, potagers urbains collectifs, circuits courts, reconversion de parcelles intensives en bio, etc.) favorable aux habitants et à la biodiversité
La start-up innovante myfood créée en 2015 propose des serres en aquaponie s'adaptant parfaitement au milieu urbain.
Depuis 2016 une fédération professionnelle de l'agriculture urbaine existe en France : L'Association Française d'Agriculture Urbaine Professionnelle (AFAUP). Elle est composée d'une diversité de professions du milieu : concepteurs, fournisseurs, producteurs, animateurs, consultants. Sa vocation est de promouvoir l'agriculture en ville via l'adhésion à une charte et la mise en place de réseaux et de partenariats avec entre autres des collectivités territoriales.
Un événement fédérateur de l'agriculture urbaine en France s'est enraciné depuis 2015 : les 48h de l'agriculture urbaine. Portées par une centaine d'acteurs locaux (grandes entreprises, start-ups, associations, collectifs d'habitants, etc.), et organisé par La SAUGE (La Société d'Agriculture Urbaine Généreuse et Engagée), cet événement a réuni en 2017 plus de 15 000 jardiniers dans près de 250 lieux animés d'ateliers de jardinage. Alors que l'agriculture urbaine se démocratise, cet événement festif et engagé dans une vision de la ville plus verte, plus agréable, plus respectueuse et plus respectée, essaime partout en France, en Belgique, en Suisse et en Espagne.
Les 48h ont pour objectifs d'encourager les citadins à jardiner ensemble et à découvrir des lieux d'agriculture près de chez eux. C'est un rendez-vous participatif où toute structure ou particulier peut organiser des événements. Au programme, sont prévus :
- des visites de fermes et jardins ;
- des végétalisations d'espaces public ;
- des ateliers de jardinage ;
- des spectacles ;
- des concerts ;
- des découvertes d'élevages ovins.

### À Paris et sa banlieue
À Paris, plus d'une centaine de jardins partagés gérés en commun par un groupe d’habitants ont déjà été créés, y compris sur les toits du BHV Marais ou des Galeries Lafayette Haussmann (exemples de créations par l'entreprise Sous les Fraises). À travers le jardinage et la culture de plantes diverses, ces jardins participent au développement de la vie locale, facilitent les relations entre les habitants et favorisent les rencontres entre générations. Même si leur but principal n'est pas la production alimentaire mais plutôt la création de lien social dans un quartier, ils participent également au développement de l'agriculture urbaine à Paris et contribuent à introduire de la végétalisation dans la ville..
De plus, de nouveaux lieux consacrés à l'agriculture urbaine apparaissent régulièrement, tels que :
- Cultures en ville : convertit les espaces urbains délaissés en jardins produisant des plantes aromatiques, des légumes et des fruits.
- Urbanescence : produit du houblon le long d'un mur ainsi que des plantes tisanières et aromatiques sur des buttes de terre.
- Ferme florale Paris, un projet de floriculture sur le toit-terrasse de l'hôpital universitaire Robert-Debré (19e).
- Cueillette urbaine, une ferme en toiture mêlant aéroponie et aquaponie, cultive des fruits, des plantes aromatiques et des légumes et élève des poissons.

#### Les Parisculteurs
Parisculteurs est un programme initié par la Ville de Paris destiné à développer au maximum l’agriculture urbaine dans la capitale. Depuis 2016, elle recense des espaces à végétaliser — murs, sous-sol, toitures, espaces en pleine terre — et propose leur exploitation pour favoriser le retour de l’agriculture en ville et la biodiversité. Chaque année, elle lance également un appel à projets, destiné à accélérer et à faciliter l’installation de projets agricoles dans la capitale et la région francilienne.

## Au niveau international

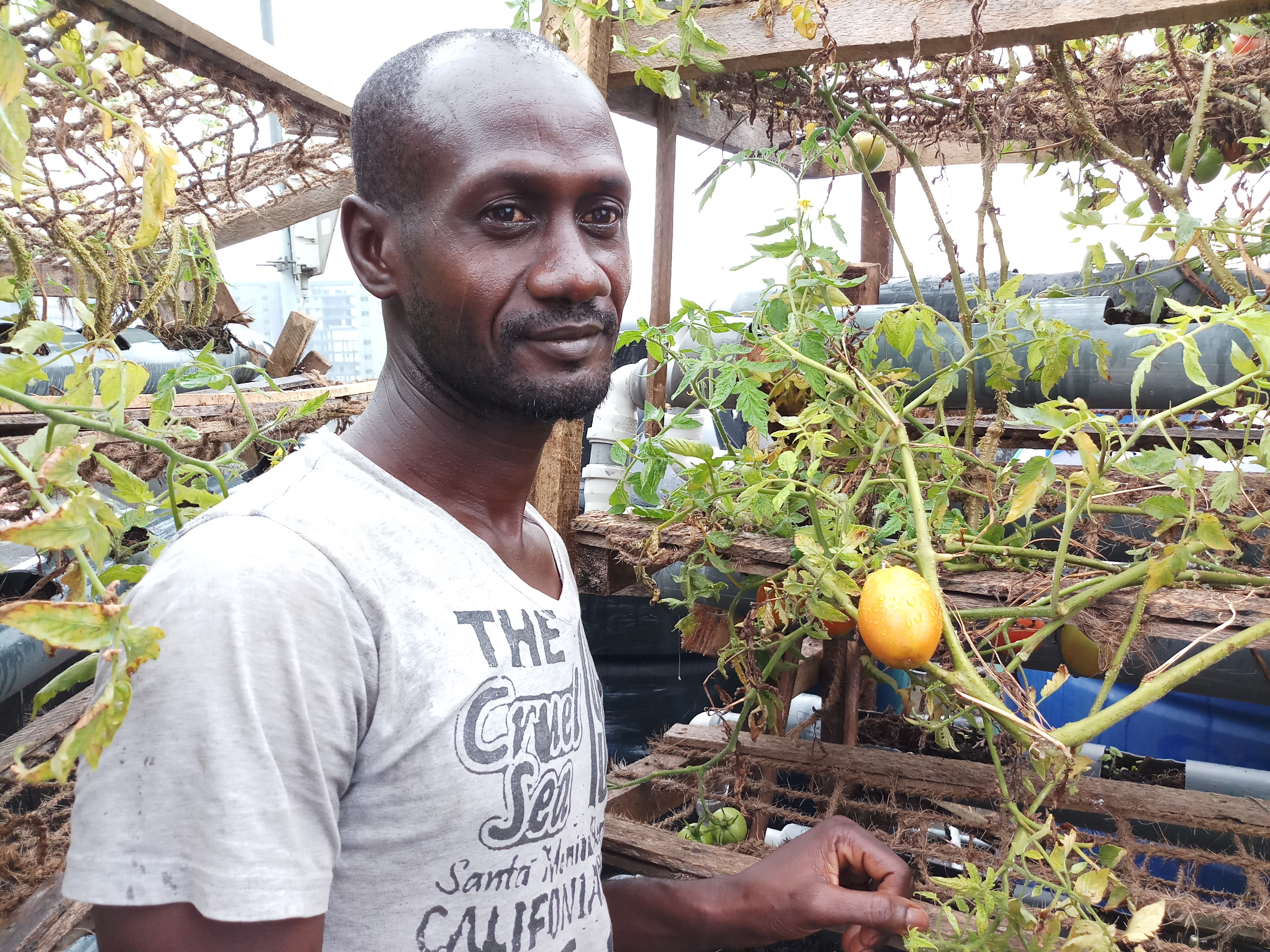
Plantations sur le toit d'un immeuble à Lagos (Nigeria).

Agriculture urbaine sur un toit à Essex (New York). Il pousse des tomates, piments, laitues, fines herbes, carottes et betteraves. Octobre 2021.

Au début des années 1990, à la suite de la chute du mur de Berlin, suivit de l'effondrement du bloc soviétique, son principal fournisseur en pétrole, et de l'Embargo des États-Unis contre Cuba, Cuba, se retrouve sans pétrole. Cela contraint la population à développer l'agriculture locale et urbaine. La technique de l'organopónicos est alors développé spontanément par la population puis favorisé et aidé par le gouvernement.
À partir de la seconde moitié des années 1990, la ville de Détroit dans le Michigan, aux États-Unis essaie de se reconstruire, à la suite de son déclin après le départ dans les années 1970 des constructeurs automobiles (Ford, Chrysler, General Motors) et une loi du maire Coleman Young autorisant les résidents à cultiver, dans son programme « Farm-A-Lot ». Cette reconstruction passe par la création d'espaces agricoles urbains, d'abord lancé par une trentaine de personnes dans les années 1990. Elle occupe aujourd'hui une part importante des emplois de la ville. En 2 013,160 00 personnes s’investiraient dans près de 1300 jardins. En parallèle la multiplication des voies pour vélo a pris le pas sur cette ville de l'automobile, dans une idée de revenir au local et soutenable,.
Une exposition itinérante nommé « Carrot City » fait le tour du monde depuis 2009, mettant en valeur les projets innovants des villes en matière d'agriculture urbaine. Elle met en lumière les relations qui peuvent être faites entre les systèmes alimentaires et les formes architecturales urbaines avec comme objectif de rendre les villes plus durables. Elle a été montrée à New York, Montréal (ville pionnière), Berlin, Rabat, Paris, etc.
En 2011 est créé le premier réseau international sur la gouvernance alimentaire des villes « IUFN, International Urban Food Network ». Il a pour objectif de renforcer la coopération entre les collectivités territoriales et la communauté scientifique autour de la question alimentaire. Ce réseau rassemble des membres des pays industrialisés et des BRIC (du Brésil, de la Russie, de l’Inde et de la Chine).
L'agriculture qui n'a pas d'objectif marchand est centrale dans les pratiques de plusieurs villes d’Amérique latine, d’Afrique et d’Asie, où elle prend la forme d'autosubsistance ou d'élevage de petite échelle. C'est alors une stratégie de survie, où la place des femmes est très importante. Très populaire dans ces régions du monde, cette pratique de l'autoproduction reste toutefois marginale dans les zones urbaines européennes et nord-américaines, où elle relève de l'économie informelle (mais de plus en plus elle a des visées commerciales).
Au niveau mondial, l'agriculture urbaine représenterait près de 70 millions d'hectares cultivés à l'intérieur des villes.
Dès 2005, la ville de Détroit a reconverti une grande partie de ses friches industrielles après la crise automobile. À ce jour, l'agriculture urbaine y mobilise et emploie près de 16 000 personnes dans la gestion et la récolte de ces espaces. Détroit compte ainsi 1 600 fermes urbaines, expérience saluée et illustrée dans le film Demain.

### Filmographie
- Des cultures et des villes, 2013, documentaire de Jean-Hugues Berrou produit par AgroParisTech, 53 min Expériences d'agriculture urbaine à Paris, Berlin, New York et Montreal.
- Demain, 2015, documentaire de Mélanie Laurent et Cyril Dion
- « L'agriculture urbaine vue du sol » (replay), sur techniques-ingenieur.fr, 21 octobre 2021.

### Exposition
- 2018-2019 : « Capital agricole. Chantiers pour une ville cultivée », exposition créée par le Pavillon de l'Arsenal sous la direction de SOA / Augustin Rosenstiehl, architecte ; présentation sur le site du Pavillon de l'Arsenal ; catalogue